# Xinyu
Xinyu (新余, en pinyin "Xīnyú") est une ville du centre de la province du Jiangxi en Chine. Sa population était d'environ 275 000 habitants en 2001.

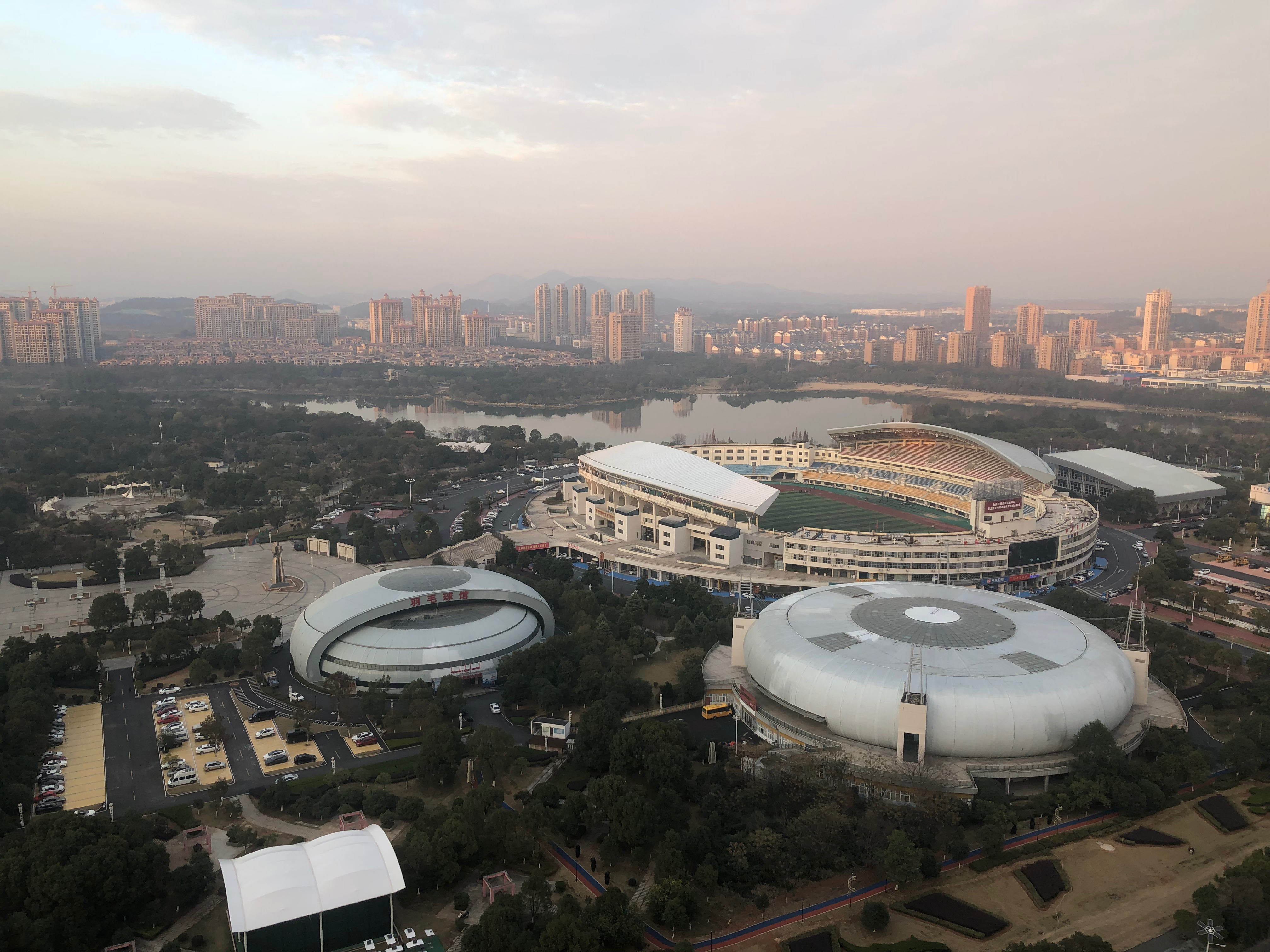
Vue depuis le 33ème étage du bâtiment Xinyu

## Subdivisions administratives
La ville-préfecture de Xinyu exerce sa juridiction sur deux subdivisions, un district et un xian :
- le district de Yushui - 渝水区 Yúshuǐ Qū ;
- le xian de Fenyi - 分宜县 Fēnyí Xiàn.